# 革命博物馆 (古巴)
革命博物馆（西班牙語：Museo de la Revolución）位于古巴哈瓦那的哈瓦那旧城，设在原总统府内。

## 历史
总统府建于1920年，具有新古典主义元素。1959年古巴革命后，富尔亨西奥·巴蒂斯塔的总统府改为革命博物馆。
馆内的古巴历史展览以1950年代古巴革命和1959年以后为重点。也有部分涉及革命前的历史，包括反抗西班牙殖民統治的独立战争。

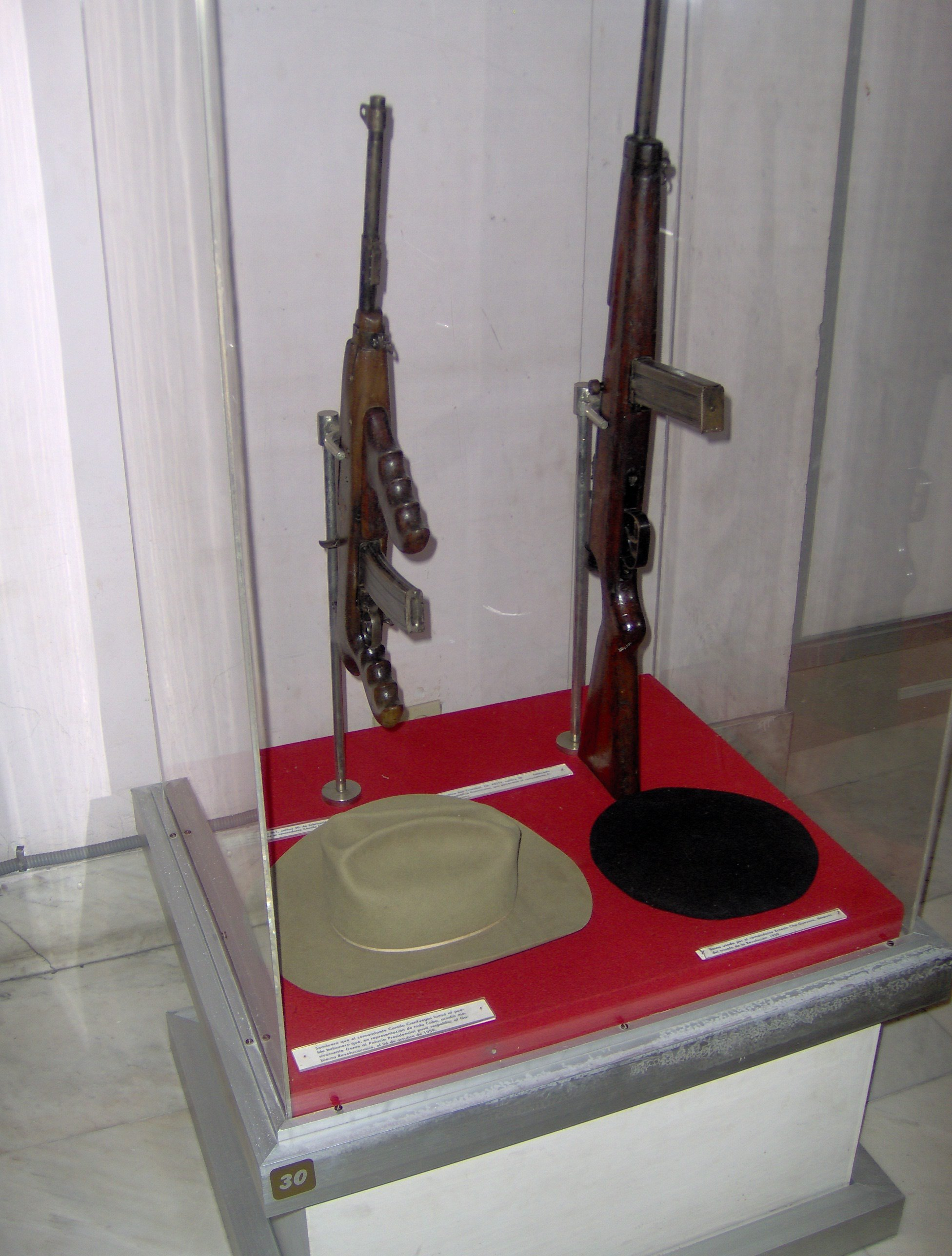
卡斯特罗和格瓦拉曾使用的枪及帽子
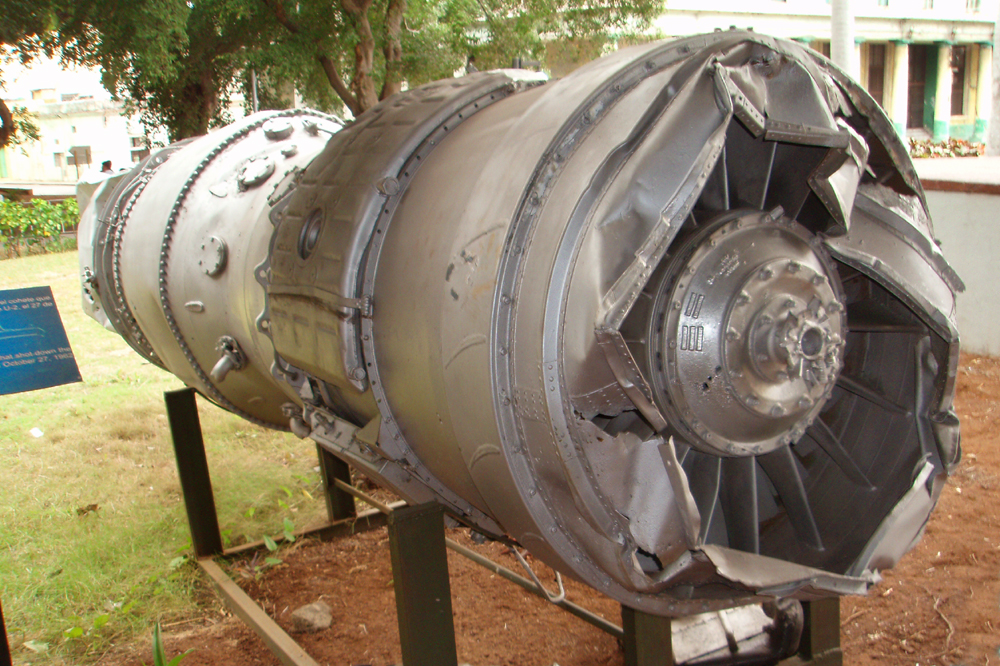
在古巴上空被击落的U-2飞机引擎
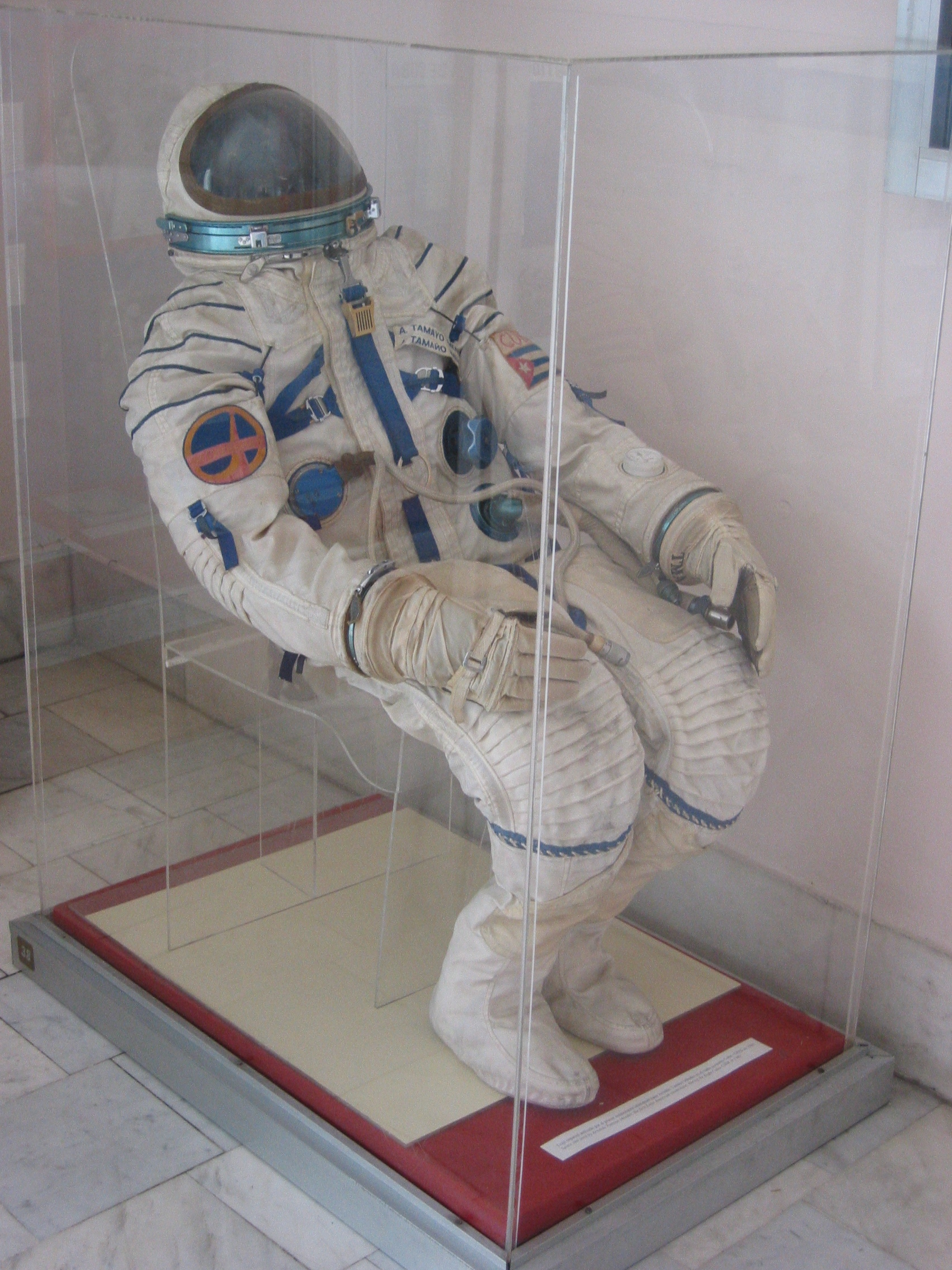
阿纳尔多·塔马约·门德斯的宇航服
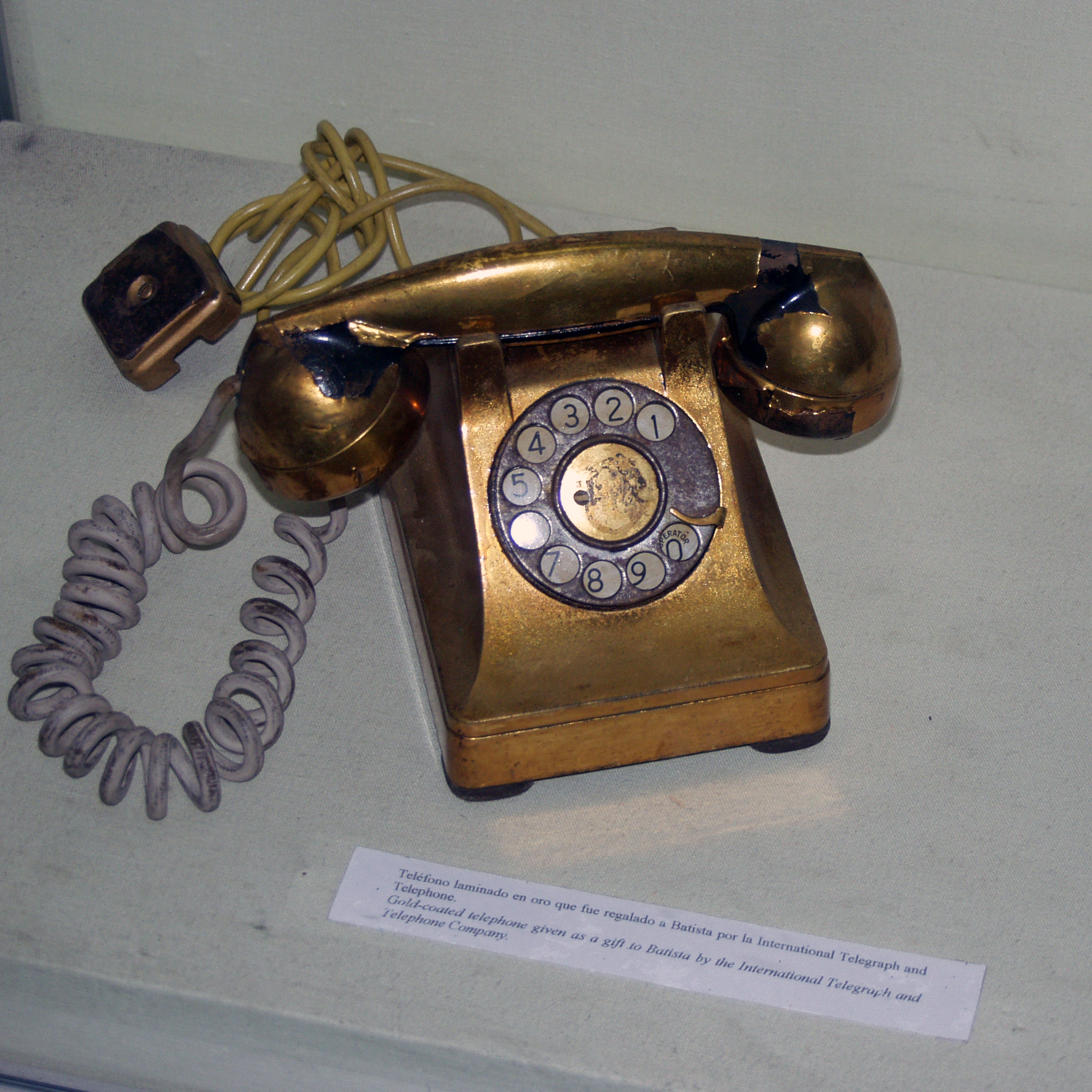
ITT公司赠予巴蒂斯塔的金电话
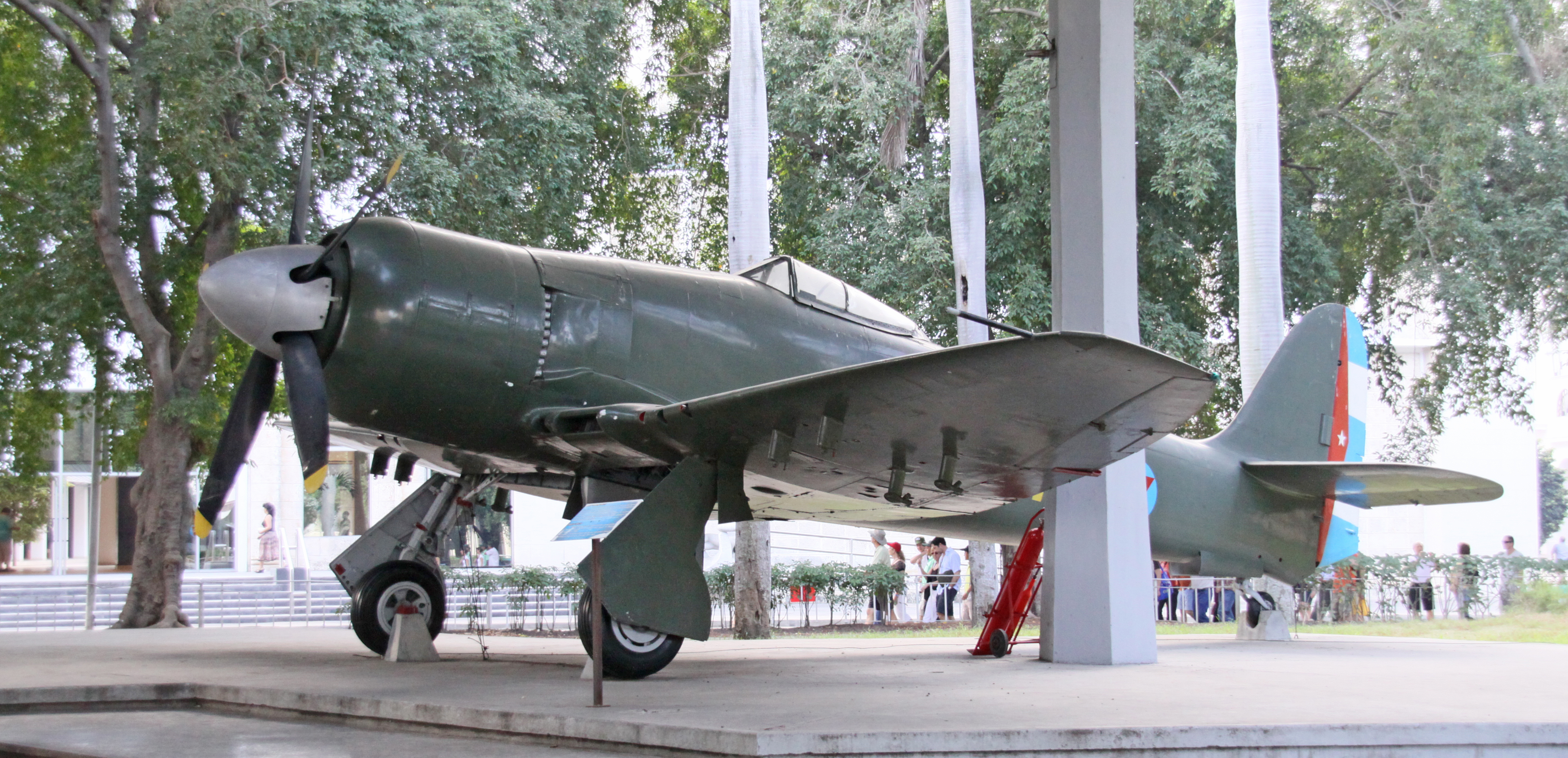
古巴空军霍克海怒战斗机
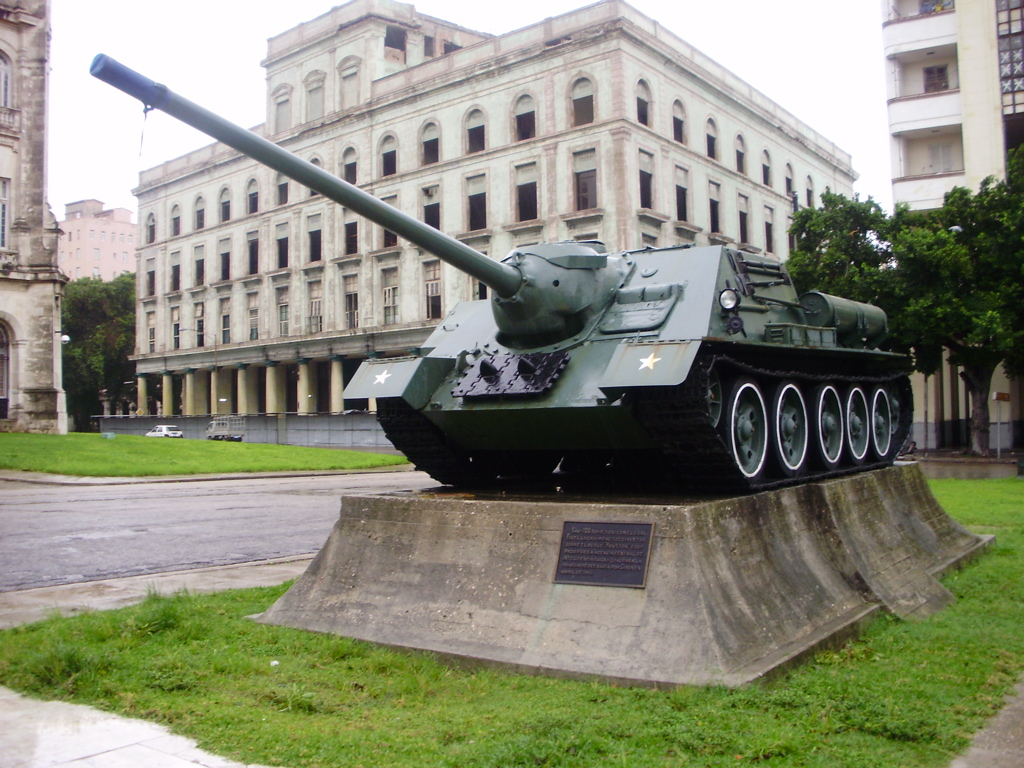
博物馆前的苏制SU-100坦克歼击车

## 外部連結
- The Museo de la Revolución's home page (In Spanish)
- English travel guide to the Museum of the Revolution （页面存档备份，存于）